# Dissmeryngodes amapa
Dissmeryngodes amapa là một loài ruồi trong họ Asilidae. Dissmeryngodes amapa được Artigas & Papavero miêu tả năm 1991. Loài này phân bố ở vùng Tân nhiệt đới.